# Awarua River (Southland)
Der Awarua River ist ein Fluss im Southland District in der Region Southland auf der Südinsel von Neuseeland.

## Geographie
Der Awarua River entsteht am südlichen Ende der Waiuna Lagoon. Von dort bewegt sich der Fluss zunächst über 1,8 km westwärts, um dann zwei große Schleifen bildend nach Norden, nach Süden und wieder nach Norden zu seinem Mündungsgebiet in die Big Bay zu fließen, die Zugang zur Tasmansee hat. Der Fluss, dessen Mündungsgebiet direkt südlich and die McKenzie Range grenzt, weist eine Gesamtlänge von 8,34 km auf.